# Gin

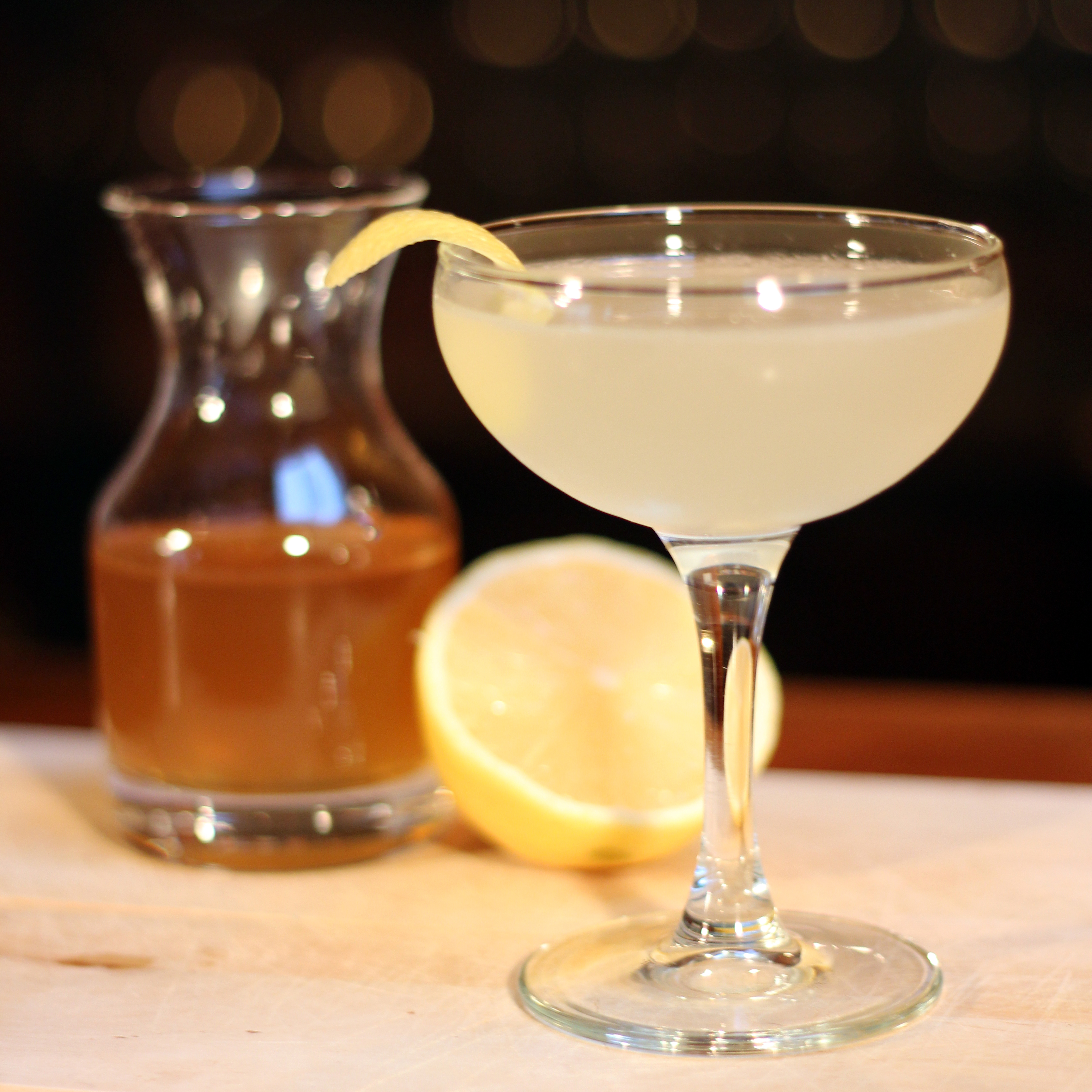
Un cocktail Bee's Knees preparat cu gin, miere și suc de lămâie

Ginul este o băutură alcoolică spirtoasă, aromată cu fructe de ienupăr. În afară de ienupăr poate avea arome de anason, scorțișoară, coajă de portocală sau lămâie, rădăcini și semințe de angelica, coriandru sau prune sălbatice. Concentrația de alcool variază între 40-50%. Este utilizat, în special, ca ingredient de bază în diverse cocteiluri cum ar fi martini.

## Sortimente
Cel mai răspândit sortiment de gin este London dry gin. Acesta se obține prin redistilarea alcoolului etilic după ce au fost adăugate plantele aromatice. Concentrația se obține adăugând apă demineralizată.
Ginul olandez, numit și jenever sau genever, este mult diferit de cel englezesc. Este distilat cu orz și adesea îmbătrânit în contact cu lemnul, fiind asemănător whisky-ului. Are un conținut mai mic de alcool decât London dry gin și o aromă mai puternică.
Ginul distilat a evoluat din jenever, Plymouth gin, mai puțin sec decât London dry gin și Old Tom gin, cel mai dulce și mai aromat. Ginul compus este obținut din alcool etilic și ienupăr, fără redistilare. 
Sloe gin este un sortiment de gin îndulcit, obținut prin infuzia fructelor de porumbar sau a prunelor.

## Istoric
Ginul își are originea în Olanda, în secolul al XVII-lea. Realizarea lui este adesea atribuită doctorului Franciscus Sylvius. Era vândut în farmacii și utilizat în tratarea afecțiunilor renale și gastrice, lumbago, calculilor și gutei.
S-a răspândit în Anglia după ce Wilhelm al III-lea de Orania a fost încoronat în urma Revoluției Glorioase. Ginul a devenit foarte popular în Anglia după ce guvernul a permis producția de gin fără autorizație impunând, în același timp, taxe foarte mari băuturilor importate. Aceasta a creat o piață pentru alcool de proastă calitate, nepotrivit fabricării berii. Fiind foarte ieftin a devenit popular în rândul săracilor. Până în 1740 producția de gin a crescut de șase ori mai mult decât cea de bere. Din 15 000 de localuri din Londra, mai mult de jumătate vindeau gin. Berea își menținea, totuși, reputația deoarece fermentația alcoolică era mai sigură decât apa contaminată. Ginul era, prin urmare, blamat pentru problemele medicale și sociale pe care le cauza. Reputația celor două băuturi a fost descrisă de către William Hogarth în gravurile Beer Street și Gin Lane.
Actul ginului din 1736 a impus taxe ridicate distribuitorilor și a condus la revolte. Taxele au fost treptat reduse și abolite în 1742. Actul ginului din 1751 a avut mai mult succes. El impunea distileriilor să vândă doar distribuitorilor autorizați și a adus magazinele de gin sub jurisdicția magistraților locali. 
În Londra, la începutul secolului XVIII ginul era vândut pe piața neagră și fabricat în distilerii neautorizate. Adeseori erau adăugate terebentină sau acid sulfuric. În Dicționarul Webster din 1913 era afirmat fără alte comentarii că "Ginul comun este, de obicei, aromatizat cu terebentină".
În coloniile tropicale britanice ginul era utilizat pentru a masca gustul amar al chininei. Aceasta se folosea împotriva malariei dizolvată în apă carbonatată, formând apa tonică. Amestecul stă la baza ginului tonic, foarte popular în zilele noastre, deși chinina nu mai este folosită împotriva malariei și nici nu ar fi necesară majorității consumatorilor.
În perioada prohibiției ginul era foarte răspândit în SUA datorită metodei simple de producere. 
Muzeul Național al Ginului este situat în Hasselt, Belgia.

## Cocteiluri cu gin
| - Apoica - Gimlet - gin și suc de lime - Gin tonic - gin și apă tonică - Gin Rickey - gin și apă carbonatată - Gin Fizz - Gin bucket - Gin Milk Punch - gin și lapte - Long Island Iced Tea | - Maiden's Prayer - Martini - gin și vermut - Negroni - Orange Blossom - Plymouth gin și suc de portocale - Pimm's N°1. - Pink Gin - Punkdutch - Presbyterian | - Ramos gin fizz - Salty Dog - Satan's Whiskers - Singapore Sling - Tin Roof - Tom Collins - London Mule, versiunea cu gin a unui Moscow Mule - Uncle Makee - gin și diet cola cu lime |

Alte amestecuri comune includ suc de portocale, lămâie, rodii, grepfrut, merișoare sau 7up, Dr. Pepper.